# Planckov delec
Planckov delec je domnevni delec, ki se pojavlja kot majhna črna luknja. Njegova Comptonova valovna dolžina je primerljiva z njegovim Schwarzschildovim polmerom. Masa delca je približno enaka Planckovi masi, Schwartzschildov polmer pa je enak Planckovi dolžini.

## Značilnosti
Planckova masa je enaka 1019 masam protona. Planckov delec je izredno majhen, saj je njegov polmer približno 10−20 krat manjši kot polmer protona. Predvidevajo, da takšen delec zaradi Hawkingovega sevanja izgine.